# Натальин Яр
Ната́льин Яр — село в Перелюбском районе Саратовской области, административный центр сельского поселения Натальиноярское муниципальное образование.

## Физико-географическая характеристика
Село находится в Заволжье, в пределах возвышенности Общий Сырт, на левом берегу реки Солянка, правый приток реки Таловая. Высота центра населённого пункта - 104 метра над уровнем моря. Рельеф местности равнинный. Почвы: чернозёмы южные и тёмно-каштановые.
Село расположено в восточной части Перелюбского района. По автомобильным дорогам расстояние до районного центра села Перелюб - 21 км, до областного центра города Саратова - 380 км.
Часовой пояс
Натальин Яр, как и вся Саратовская область, находится в часовой зоне МСК+1. Смещение применяемого времени относительно UTC составляет +4:00.

## История
Посёлок Натальин Яр впервые обозначен на карте уездов Самарской губернии издания губернского земства 1912 года в границах Смоленской волости Николаевского уезда Самарской губернии.

## Население
Динамика численности населения по годам:
| Годы      | 2002 |
| --------- | ---- |
| Население | 739  |

| 2002 | 2010 |
| ---- | ---- |
| 739  | ↘534 |

Национальный состав
Согласно результатам переписи 2002 года большинство населения составляли русские - 62 %.